# Records des Trail Blazers de Portland
Cette page liste les records de l'équipe et des joueurs des Trail Blazers de Portland depuis leur création en 1970.

## Records individuels en saison régulière
Légende: En Gras : joueurs encore en activité en NBA.

### En carrière
| Statistique             | Joueur            | Record |
| ----------------------- | ----------------- | ------ |
| Matchs joués            | Clyde Drexler     | 867    |
| Points                  | Damian Lillard    | 19 376 |
| Passes décisives        | Terry Porter      | 5 319  |
| Interceptions           | Clyde Drexler     | 1 796  |
| Total de rebonds        | LaMarcus Aldridge | 5 434  |
| Contres                 | Mychal Thompson   | 768    |
| Tirs marqués            | Clyde Drexler     | 6 889  |
| 3 points inscrits       | Damian Lillard    | 2 387  |
| Lancers francs inscrits | Damian Lillard    | 4 427  |
| Pertes de balles        | Clyde Drexler     | 2 413  |

### Sur un match
| Statistique                | Joueur                                 | Record | Date                                             |
| -------------------------- | -------------------------------------- | ------ | ------------------------------------------------ |
| Minutes                    | Geoff Petrie Brian Grant               | 61     | 18 octobre 1974 14 novembre 1997                 |
| Points                     | Damian Lillard                         | 71     | 26 février 2023                                  |
| Paniers marqués            | Andre Miller Damian Lillard            | 22     | 30 janvier 2010 26 février 2023                  |
| Paniers tentés             | Zach Randolph                          | 40     | 27 janvier 2007                                  |
| Paniers à 3 points réussis | Damian Lillard                         | 13     | 26 février 2023                                  |
| Paniers à 3 points tentés  | Damian Lillard                         | 22     | 26 février 2023                                  |
| Lancers francs réussis     | Jerami Grant                           | 21     | 25 novembre 2022                                 |
| Lancers francs tentés      | Jerami Grant                           | 28     | 25 novembre 2022                                 |
| Rebonds défensifs          | Bill Walton                            | 22     | 24 janvier 1976                                  |
| Rebonds offensifs          | Enes Kanter                            | 12     | 10 avril 2021                                    |
| Total rebonds              | Enes Kanter                            | 30     | 10 avril 2021                                    |
| Passes décisives           | Rod Strickland                         | 20     | 5 avril 1994 30 mars 1996                        |
| Interceptions              | Larry Steele Clyde Drexler Brandon Roy | 10     | 16 novembre 1974 10 janvier 1986 24 janvier 2009 |
| Contres                    | Hassan Whiteside                       | 10     | 29 novembre 2019                                 |
| Balles perdues             | Maurice Lucas                          | 12     | 25 novembre 1979                                 |

## Records individuels en playoffs

### En carrière
| Statistique             | Joueur            | Record |
| ----------------------- | ----------------- | ------ |
| Matchs joués            | Clyde Drexler     | 94     |
| Points                  | Clyde Drexler     | 2 015  |
| Passes décisives        | Clyde Drexler     | 640    |
| Interceptions           | Clyde Drexler     | 190    |
| Total de rebonds        | Clyde Drexler     | 670    |
| Contres                 | Clifford Robinson | 84     |
| Tirs marqués            | Clyde Drexler     | 746    |
| 3 points inscrits       | Damian Lillard    | 199    |
| Lancers francs inscrits | Clyde Drexler     | 464    |
| Pertes de balles        | Clyde Drexler     | 283    |

### Sur un match
| Statistique                | Joueur                                                       | Record | Date                                                              |
| -------------------------- | ------------------------------------------------------------ | ------ | ----------------------------------------------------------------- |
| Minutes jouées             | C. J. McCollum                                               | 60     | 3 mai 2019                                                        |
| Points                     | Damian Lillard                                               | 55     | 1er juin 2021                                                     |
| Paniers marqués            | LaMarcus Aldridge                                            | 18     | 23 avril 2014                                                     |
| Paniers tentés             | C. J. McCollum                                               | 39     | 3 mai 2019                                                        |
| Lancers francs réussis     | Arvydas Sabonis                                              | 16     | 25 avril 1996                                                     |
| Lancers francs tentés      | Arvydas Sabonis                                              | 20     | 25 avril 1996                                                     |
| Paniers à 3 points réussis | Damian Lillard                                               | 12     | 1er juin 2021                                                     |
| Paniers à 3 points tentés  | Damian Lillard                                               | 18     | 9 mai 2016 23 avril 2019                                          |
| Rebonds défensifs          | Bill Walton                                                  | 20     | 3 juin 1977 5 juin 1977                                           |
| Rebonds offensifs          | Tom Owens                                                    | 10     | 6 avril 1980                                                      |
| Total rebonds              | Bill Walton                                                  | 24     | 3 juin 1977                                                       |
| Passes décisives           | Darnell Valentine Terry Porter Clyde Drexler Rod Strickland  | 15     | 26 avril 1983 26 avril 1987 9 mai 1991 3 mai 1994                 |
| Interceptions              | Lionel Hollins                                               | 8      | 8 mai 1977                                                        |
| Contres                    | Bill Walton                                                  | 8      | 5 juin 1977                                                       |
| Balles perdues             | Mychal Thompson Clyde Drexler Kevin Duckworth Damian Lillard | 8      | 24 avril 1983 20 avril 1986 10 mai 1990 18 mai 1991 19 avril 2018 |

## Records de la franchise

### Sur une saison
| Statistique                    | Record | Moyenne par match          | Saison    |
| ------------------------------ | ------ | -------------------------- | --------- |
| Points marqués                 | 9 667  | 117,9 points / match       | 1986-1987 |
| Rebonds                        | 4 210  | 51,3 rebonds / match       | 1970-1971 |
| Passes décisives               | 2 359  | 26,8 passes / match        | 1986-1987 |
| Interceptions                  | 868    | 10,6 interceptions / match | 1976-1977 |
| Contres                        | 544    | 6,6 contres / match        | 2004-2005 |
| Tirs marqués                   | 3 741  | 45,6 tirs / match          | 1980-1981 |
| Tirs tentés                    | 8 562  | 104,4 tirs / match         | 1970-1971 |
| Pourcentage au tir             | 50,5%  | /                          | 1983-1984 |
| 3 points marqués               | 1 132  | 15,7 tirs / match          | 2020-2021 |
| 3 points tentés                | 3 095  | 37,7 tirs / match          | 2024-2025 |
| Pourcentage à 3 points         | 38,5%  | /                          | 2020-2021 |
| Lancers francs marqués         | 2 269  | 27,7 tirs / match          | 1986-1987 |
| Lancers francs tentés          | 2 928  | 35,7 tirs / match          | 1986-1987 |
| Pourcentage aux lancers francs | 82,3%  | /                          | 2020-2021 |
| Pertes de balles               | 1 867  | 22,8 pertes / match        | 1975-1976 |